# Монетит
Монетит, шавезит (рос. шавезит; англ. chavesite; нім. Chavesit m) — мінерал, водний фосфат кальцію і магнію.

## Опис
Варіант формули: CaHPO4. CaO : 41.21, P2O5 : 52.18, H2O : 6.61.
Сингонія триклінна. Утворює безбарвні або білі кристалічні кірочки. Твердість 3,5. Зустрічається разом з гюролітом і таворитом серед продуктів зміни літіофіліту. Рідкісний.